# Pseudhormathia
Pseudhormathia is een geslacht van zeeanemonen uit de klasse van de Anthozoa (bloemdieren).

## Soort
- Pseudhormathia bocki of Pseudhormathia boecki Carlgren, 1943